# Taeni-san
Taeni-san är ett berg i Sydkorea.   Det ligger i provinsen Taegu, i den sydöstra delen av landet, 250 km sydost om huvudstaden Seoul. Toppen på Taeni-san är 408 meter över havet, eller 376 meter över den omgivande terrängen. Bredden vid basen är 8,2 km.
Terrängen runt Taeni-san är huvudsakligen kuperad, men söderut är den platt. Runt Taeni-san är det tätbefolkat, med 459 invånare per kvadratkilometer. Närmaste större samhälle är Hwawŏn, 16,2 km nordost om Taeni-san. Trakten runt Taeni-san består till största delen av jordbruksmark.